# Bệnh viện Mahosot
Bệnh viện Mahosot là bệnh viện ở Quai Fa Ngum, Viêng Chăn, Lào thành lập vào năm 1903.
Bệnh viện này chuyên chẩn đoán và điều trị bệnh truyền nhiễm và cũng là một trung tâm nghiên cứu và đào tạo y tế quan trọng. Do Lào là đất nước có tuổi thọ tương đối thấp chỉ 68 tuổi, và các bệnh như sốt phát ban, thương hàn, sốt rét và nhiễm trùng máu rất nghiêm trọng.
Kể từ năm 2000, bệnh viện này bao gồm Đơn vị Nghiên cứu Wellcome Trust Bệnh viện Mahosot-Lào-Oxford do Wellcome Trust phối hợp cùng với Đại học Oxford tài trợ. Trung tâm Bệnh Truyền nhiễm trong bệnh viện bao gồm hai tầng: một khu bệnh nhân ở tầng trệt với các phòng khác nhau về mức độ cách ly với một phòng thí nghiệm và khu nghiên cứu cùng văn phòng và phòng hội nghị ở tầng trên.